# Йоаким III Константинопольський
Патріарх Йоаким III (грец. Πατριάρχης Ἰωακεὶμ Γ΄, на прізвисько Чудовий, грец. Μεγαλοπρεπής, тур. Muhteşem, у миру Христос Деведзіс, грец. Χρῆστος Δεβετζής, іноді Деведжі; 18 січня 1834, село Вафеохорія поблизу Константинополя, Османська імперія — 13 листопада 1912, Константинополь, Османська імперія) — глава Константинопольського Патріархату з титулом Святіший Архієпископ Константинополя — Нового Риму і Вселенський; на престолі двічі: 4 жовтня 1878 — 30 березня 1884 і 25 травня 1901 — 13 листопада 1912 року.
Користувався підтримкою російського уряду та великою повагою у середовищі московської ієрархії; греками називався «корифеєм патріархів». Прагнув наднаціонального статусу Вселенського патріархату, посилення клерикального початку в управлінні Константинопольською церквою.
Почесний член Санкт-Петербурзької духовної академії (1905).

## Біографія
Навчався у школі свого рідного села Вафеохорія поблизу Константинополя. В юності вступив до монастиря Пантократора на Афоні, де продовжив навчання в монастирській школі, а пізніше на о. Самосі. У 1851 році, 17-ти років, прийняв постриг. Складався дияконом при єпископі Погоніанському Агапії у Валахії, де вивчив румунську мову.
У 1854—1860 роках у сані ієродиякона служив при грецькій церкві вмч. Георгія у Відні, де одночасно відвідував лекції у Віденському університеті та опанував німецьку мову. Наприкінці 1860 року Патріархом Йоакимом II (1860-1863, 1873-1878) був переведений на посаду другого диякона церкви вмч. Георгія в Константинополі, при Патріархії. 3 березня 1863 року був зведений у сан архімандрита і призначений протосинкелом Патріархії.
10 грудня 1864 року, за Патріарха Софронії III, був хіротонізований на єпископа і призначений на митрополичу кафедру до Варни. 9 січня 1874 року, у друге патріаршество Йоакима II був переведений у Фессалоніки.
Після смерті патріарха Йоакима II, 4 жовтня 1878, 44-х років, був обраний Патріархом Константинопольським. На аудієнції у султана Абдул-Гаміда II здійснив промову, яка була сприйнята як смілива. Робив вистави російському послу в Константинополі князю Лобанову і головнокомандувачу діючої армією Тотлебену, скаржачись на російських полкових священиків, які вступили в спілкування з болгарським духовенством, що було під схизмою. У 1879 році надав грамоту про автокефалію Сербської православної церкви.
На початку 1880 року до нього звернулися Майносські некрасівці (старообрядці) з проханням поставити їм священика з російських насельників Афона, у зв'язку з чим було засновано спеціальну комісію. За підсумками її роботи, Патріарх Іоаким III направив справу некрасовців Петербурзькому митрополиту Ісидору (Микільському), супроводживши його листом, в якому вказував, що російський розкол становить предмет пастирської турботи Православної Російської церкви.
1 жовтня 1880 заснував офіційний друкований орган Константинопольської Патріархії — журнал " Ἐκκλησιαστικὴ Ἀλήθεια" (видавався в Константинополі до 1923 року). Доручив грецькому досліднику Мануїлу Гедеону (Μανουήλ Γεδεών; 1851—1943) скласти каталог усіх константинопольських патріархів, який залишається найповнішим біографічним довідником константинопольських патріархів того періоду.
У 1879 році скликав народно-церковні збори для вироблення заходів щодо поліпшення побуту духовенства та народу і користуючись надзвичайним авторитетом у заможних греків-фанаріотів, значно покращив матеріальне становище Константинопольської патріархії, упорядкував парафіяльне життя, підпорядкувавши епітропів контролю церковної влади. У 1881 р. ввівши «Статут парафіяльного кліру» реформував народно-шкільну справу.
З 1881 року Порта, використовуючи низку приватних питань (про текст підручників для грецьких шкіл, прохання Патріарха про беріт на Східну Румелію, Болгарію, Боснію та Герцеговину та інші), розпочала кампанію з обмеження привілеїв (прономій) патріарха і митрополитів, що викликало протест патріарха Йоакима III. У результаті тривалого листування, на початку 1884 року, Патріарху було видано берат (визнання повноважень від Порти), тотожний бератам, що видавалися раніше (як і вимагала Патріархія); однак Патріарх відновив своє прохання про відставку - цього разу через розбіжності між Патріархом, з одного боку, Синодом і Змішаною радою, з іншого, - формально через 2 пункти міністерського тескеру, при якому був переведений Патріарху берат. Заперечені пункти тескері змінювали колишній порядок арешту рядових кліриків при скоєнні ними правопорушень: тепер арешт міг здійснюватися представниками уряду, а не Патріарха. Афінська преса піддала Патріарха Іоакима III жорстоку критику за поступливість; офіційний орган російського Святішого Синоду вважав, що справжня причина недовіри греків Патріарху полягала у передбачуваному впливі нього Росії.
Був доброзичливо налаштований до Росії; у період патріаршества конфліктував з прем'єр-міністром Грецького королівства Х. Трикуписом.
Після відставки 30 березня 1884 року, проживав у Константинополі, потім, у вересні 1889 року, пішов на Афон, де проживав все до свого вторинного сходження на патріарший престол, що відбувся в 1901 році на вимогу російського уряду. Перебуваючи на Афоні, реконструював стару церкву Преображення Господнього, що знаходиться на вершині Святої Гори, спорудивши на її місці нову з білого мармуру, яку і освятив 6 серпня 1896 р.
Під час усіх наступних (до його вторинного обрання) патріарших виборів, незмінно був серед найімовірніших кандидатів на Константинопольський престол і активно підтримувався простим грецьким народом Константинополя. Тим не менш, 1 жовтня 1884 року патріархом був обраний Йоаким IV (до цього митрополит Дерконський). Його діяльність (наприклад, ратифікація обрання Феодосія Мраовича митрополитом Сербським, визнання автокефалії Румунської православної церкви та інше) викликала невдоволення російського Святішого Синоду. Особливо сильний протест російського уряду викликав розлучення, дане 27 лютого 1886 року Патріархією княгині Марії Горчакової (дочка молдавського господаря -фанаріота Михайла Стурдзи, що вінчалася 1868 року в Парижі з Костянтином Горчаковим - сином канцлера О. Горчакова), справа якої формально знаходилося на розгляді Петербурзької духовної консисторії; Патріарху Іоакиму IV було заявлено протест особисто від обер-прокурора Костянтина Побєдоносцева (мова йшла зрештою про права наслідування румунських маєтків княгині та створення прецеденту). Канонічно сумнівні аргументи патріарха Йоакима IV та його небажання поступитися вимогам уряду Росії викликали критику в Синоді Константинопольської церкви, а також з боку колишнього Патріарха Йоакима III.
При наступних виборах на патріарший престол 23 січня 1887 був обраний Діонісій V, якого російський уряд вважав крайнім русофобом) православні жителі Константинополя вимагали повернення на кафедру патріарха Йоакима III, який, за словами російського посла Олександра Нелідова, розглядався як «російський кандидат», але переміг «кандидат Афін» (уряду Грецького королівства).
Патріарх Йоаким III тріумфально повернувся до Константинополя за своїм вторинним обранням 26 травня 1901 року, про яке російське видання «Церковний Вісник» писало: «Справжнє обрання є задоволенням наполегливому бажанню народу - знову бачити маститого ієрарха на вселенському престолі». У вересні того ж року заявив протест Афінському синоду (ЕПЦ) у зв'язку з тим, що вважав профанацією Євангелія виконаний Паллісом переклад його розмовною грецькою мовою; 5 листопада в Афінах відбулися масові заворушення під гаслом «Хай живе Євангеліє! Хай живе православ'я! Геть переклад!». Оголошений за цим осуд перекладу з боку Синоду Елладської церкви видалося протестуючим недостатнім: студенти вимагали від митрополита Прокопія проголошення анафеми авторам перекладу; у результаті сталося побоїще за участю військ, у якому загинуло 8 осіб.
У 1907 році Константинопольська Патріархія виступила з проектом підпорядкування їй всіх зарубіжних грецьких парафій із залишенням права іншим грецьким церквам направляти кліриків в інші країни після погодження їх призначення з Константинопольським патріархом, що було пов'язано зі збільшенням числа парафій у грецькій діаспорі. Раніше грецькі етнічні громади в діаспорі опікувалися священиками різних юрисдикцій. У результаті 8 березня 1908 року Патріарх Йоаким III видав томос, який передавав душпастирське піклування над грецькими громадами в діаспорі від Елладської церкви.
У 1909 році видав Патріарший сигілій, який обмежував кількість насельників «келій» на Афоні 3-ма особами (у російських келіях число насельників на практиці було значно вищим). У 1906-1909 роках звертався до Портм з такрірами щодо ставріотів (таємних християн Малої Азії).
Проголошена 11 липня 1908 року Абдул Гамідом конституція, формально даючи законодавчо закріплені права і свободи всім громадянам, була використана Портою для чергового наступу на традиційні (в Оттоманській імперії) права та прономії Константинопольського патріархату, з чим і була пов'язана нова кампанія Змішаної Ради проти зазіхань на громадянську юрисдикцію Патріархії та архієреїв трона; того ж року продовжували залишатися без покарання черкеси і башибузуки, які набігали на села християн у Малій Азії.

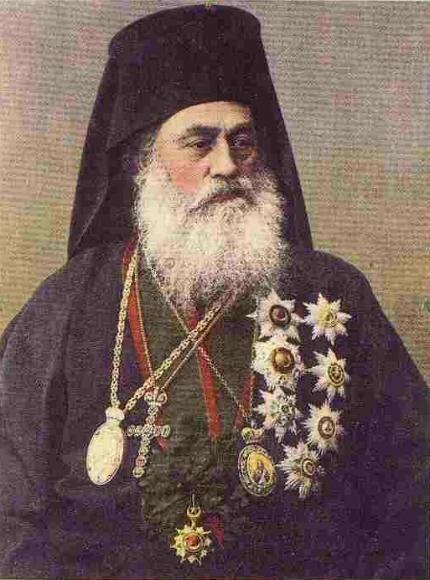

У зв'язку з патріаршою кризою, що вибухнула в Єрусалимській Церкві наприкінці 1908 року (13 грудня 1908 року своїм Синодом та іншими членами Святогробського братства, без його згоди, був скинутий Патріарх Єрусалимський Даміан), що призвів до масових заворушень і хвилювань серед православних і його Синод «рішуче стали на бік святогробського братства, що скинув блаженнішого Даміана з єрусалимського престолу, і в цьому напрямку енергійно клопотали перед турецьким урядом». Патріарх Даміан був відновлений за підтримки афінського уряду.
8 серпня 1909 року Патріарх, Синод і Змішана Рада представили великому візиру меморандум, у якому говорилося, що порушення прав греків в імперії набув систематичного та цілеспрямованого характеру; у відповідь візир «став оскаржувати право вселенського патріарха звертатися до уряду з такими уявленнями і заявив, що компетенція патріарха обмежується церковними справами, у справах ж цивільно-громадського порядку він не має права виступати з будь-якими клопотаннями перед урядом». У серпні в Константинополі циркулювали чутки, ніби патріарх Йоаким III, на знак протесту проти дій Порти (насамперед у болгарському питанні), має намір переселитися в Санкт-Петербург або Москву, який слух офіційний орган Патріархії вважав за необхідне спростувати.
У жовтні 1909 року був прийнятий великим візиром Хілмі-пашею і мав з ним «тривалу» бесіду про права Церкви (у грудні 1908 року російські медіа повідомляли, що відповідно до циркуляра колишнього тоді міністра внутрішніх справ Хілмі-паші митрополитів і єпископів Великої Церкви приймати судові та інші нецерковні справи, що де-факто скасовувало привілеї дані Патріархату Магометом II ); «упродовж всієї аудієнції не виявилася жодна ознака суттєвої розбіжності між патріархом і великим візиром».
Особливою турботою патріарха Йоакима III було покращення богословської освіти у духовній семінарії на о. Халки. Вів переговори з предстоятелями інших помісних православних церков про проведення раз на три роки загальноправославних нарад із представниками від ієрархії та мирян-богословів для вирішення нагальних питань. У своїх посланнях главам інших православних церков закликав розглянути питання про другоборство для духовенства, реформу календаря, про ставлення православ'я до католицизму та протестантизму, про зближення зі старокатоликами та англіканами, в рамках якого прагнув «приготувати гладкий і широкий шлях».
Помер 13 листопада 1912 після тривалої хвороби нирок. Похорон був відкладений до 18 листопада, зважаючи на величезне скупчення народу, який бажає прикластися до руки покійного. Поховання його останків у Баликлі передбачалося як тимчасове — зважаючи на волю покійного бути відданим землі на Афоні.
У московському Чудовому монастирі ввечері 19 листопада 1912 року вікарій Московської єпархії єпископ Серпухівський Анастасій (Грибановський) очолив служіння урочистої панахиди за Патріархом Йоакимом; після закінчення заупокійного богослужіння в покоях московського митрополита при монастирі пройшли урочисті збори Братства Московських Святителів, на яких була представлена доповідь П. Мансурова, який прожив у Константинополі 14 років.

## Думки про нього
Поважався такими російськими ієрархами, як митрополит Санкт-Петербурзький Антоній (Вадковський) та Антоній (Храповіцький), згодом першоієрарх Російської Православної Церкви закордоном. Останній, будучи єпископом Уфимським і Мензелінським, у зв'язку з вторинним сходженням патріарха Йоакима III на престол, направив йому захоплений лист, що починався словами: «Всесвятейший мій повелитель і владика, Вселенський Патріарше, божественнійший, богоблагодатнійший і всяке, яке тільки є для мене, божественне та високе ім'я та річ!»
Російський посол у Константинополі (1883-1897) Нелідов писав про нього Федору Успенському в приватному листі від 21 березня ( 3 квітня ) 1901: «Я вважаю його одним з наймудріших ієрархів православної церкви взагалі. Сподівання, якими він керується, суть завжди найвищої якості. Він склав собі ідеал православної церкви та значення у ній Вселенського патріархату, який дуже високий, але, на жаль, далеко перевершує існуючі умови».
Впливовий співробітник обер-прокурора Побєдоносцева Іван Троїцький у своїй звіті про поїздку до Константинополя і на Афон у серпні 1886 року, вельми критично оцінюючи стан грецької Церкви, високо ставив особистість Патріарха, який перебував тоді у відставці, з яким він мав двогодинну бесіду побудованому для проживання Патріарха константинопольським багатієм Георгієм Заріфі Троїцький погоджувався з послом Нелідовим, що Патріарх «у своїх поглядах і діях проводить іноді папистичні тенденції», але уточнював, що «папістична тенденція Іоакима III звернена на внутрішні відносини своєї церкви», - на відміну від папізму Йоакима IV, що виявляється у стосунках між помісними Церквами. За словами Троїцького, Нелідов також наголошував на його рисі особистості, яку він позначив французьким терміном orgueil («гордість», «пиха», «честь»).
Біографічна довідка-некролог у виданні Московської Духовної Академії передавала таку історію, яка, на думку автора, повинна свідчити про покійного Патріарха як про «справжнього грека»: «Кажуть, коли болгари погрожували зайняти Константинополь, Йоаким III звернувся до уряду передати йому ключі від Айя-Софії. Якщо це правда, то звідси видно, як він боявся, щоб ця величезна національна святиня греків не потрапила до рук болгар.»